# Mainneville
Mainneville est une commune française située dans le département de l'Eure, en région Normandie.

## Géographie

### Localisation
| Mesnil-sous-Vienne | Bouchevilliers | Bouchevilliers |
| Mesnil-sous-Vienne | Mainneville    | Amécourt       |
| Longchamps         | Sancourt       | Hébécourt      |

| - OpenStreetMap Limite communale |

### Hydrographie
La commune est située dans le bassin Seine-Normandie. Elle est drainée par la Levrière et la Lévrière,,.
La Levrière, d'une longueur de 24 km, prend sa source dans la commune de Bézu-la-Forêt et se jette  dans l'Epte à Neaufles-Saint-Martin, après avoir traversé huit communes.

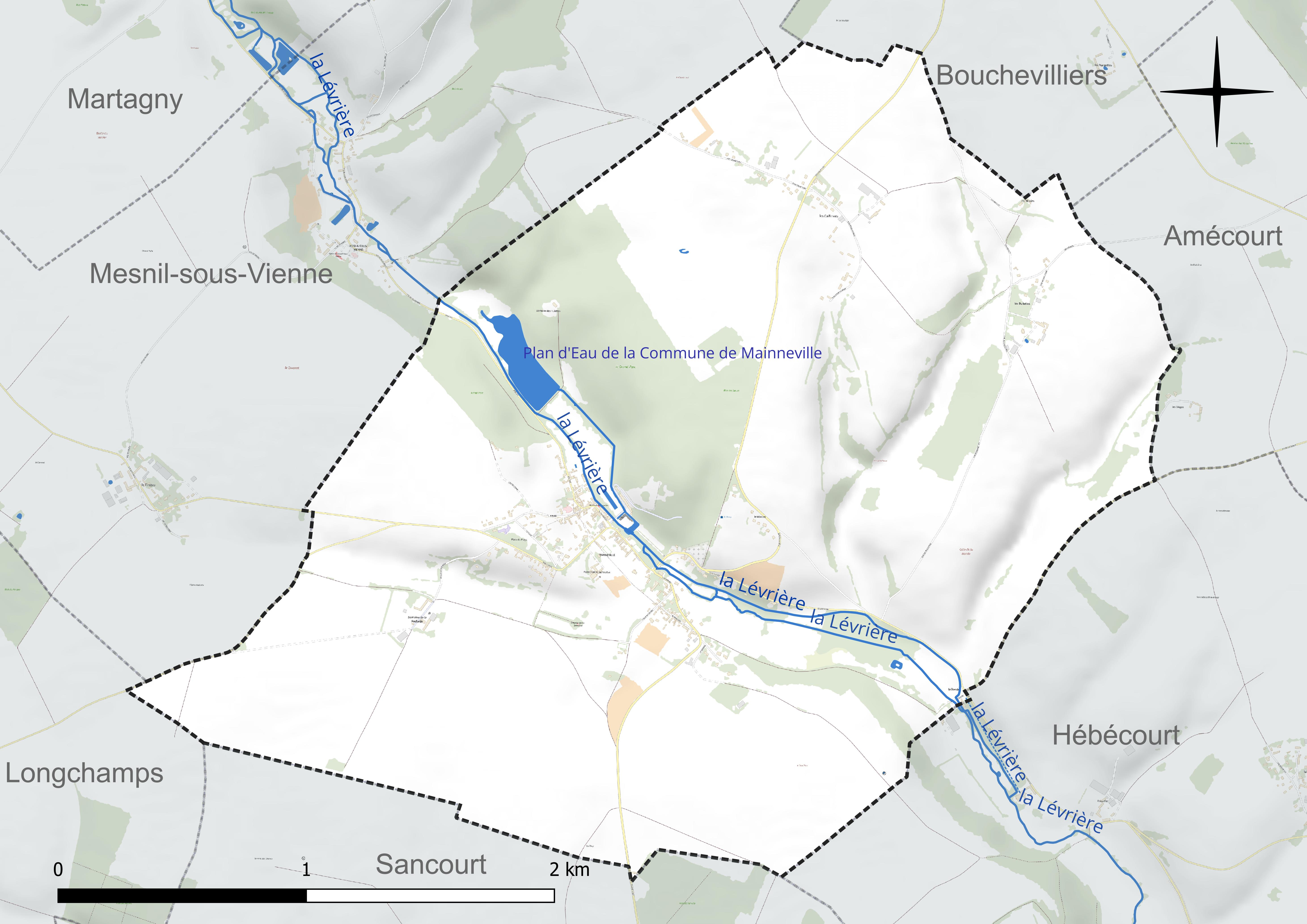
Réseau hydrographique de Mainneville.

Un plan d'eau complète le réseau hydrographique : le plan d'eau de la commune de Mainneville (4,7 ha),.

### Climat
Pour des articles plus généraux, voir Climat de la Normandie et Climat de l'Eure.
En 2010, le climat de la commune est de type climat océanique dégradé des plaines du Centre et du Nord, selon une étude du CNRS s'appuyant sur une série de données couvrant la période 1971-2000. En 2020, Météo-France publie une typologie des climats de la France métropolitaine dans laquelle la commune est exposée à un climat océanique et est dans une zone de transition entre les régions climatiques « Sud-ouest du bassin Parisien » et « Côtes de la Manche orientale ». Parallèlement le GIEC normand, un groupe régional d’experts sur le climat, différencie quant à lui, dans une étude de 2020, trois grands types de climats pour la région Normandie, nuancés à une échelle plus fine par les facteurs géographiques locaux. La commune est, selon ce zonage, exposée à un « climat des plateaux abrités », correspondant aux plaines agricoles de l’Eure, avec une pluviométrie beaucoup plus faible que dans la plaine de Caen en raison du double effet d’abri provoqué par les collines du Bocage normand et par celles qui s’étendent sur un axe du Pays d'Auge au Perche.
Pour la période 1971-2000, la température annuelle moyenne est de 10,4 °C, avec  une amplitude thermique annuelle de 14,1 °C. Le cumul annuel moyen de précipitations est de 782 mm, avec 12,1 jours de précipitations en janvier et 8,4 jours en juillet. Pour la période 1991-2020, la température moyenne annuelle observée sur la station météorologique la plus proche, située sur la commune d'Étrépagny à 9 km à vol d'oiseau, est de 11,3 °C et le cumul annuel moyen de précipitations est de 774,0 mm,. Pour l'avenir, les paramètres climatiques de la commune estimés pour 2050 selon différents scénarios d’émission de gaz à effet de serre sont consultables sur un site dédié publié par Météo-France en novembre 2022.

## Urbanisme

### Typologie
Au 1er janvier 2024, Mainneville est catégorisée commune rurale à habitat dispersé, selon la nouvelle grille communale de densité à 7 niveaux définie par l'Insee en 2022.
Elle est située hors unité urbaine. Par ailleurs la commune fait partie de l'aire d'attraction de Paris, dont elle est une commune de la couronne,. 

### Occupation des sols
L'occupation des sols de la commune, telle qu'elle ressort de la base de données européenne d’occupation biophysique des sols Corine Land Cover (CLC), est marquée par l'importance des territoires agricoles (88,8 % en 2018), une proportion identique à celle de 1990 (88,8 %). La répartition détaillée en 2018 est la suivante : 
terres arables (56,2 %), prairies (22,2 %), forêts (11,2 %), zones agricoles hétérogènes (10,5 %). L'évolution de l’occupation des sols de la commune et de ses infrastructures peut être observée sur les différentes représentations cartographiques du territoire : la carte de Cassini (XVIIIe siècle), la carte d'état-major (1820-1866) et les cartes ou photos aériennes de l'IGN pour la période actuelle (1950 à aujourd'hui).

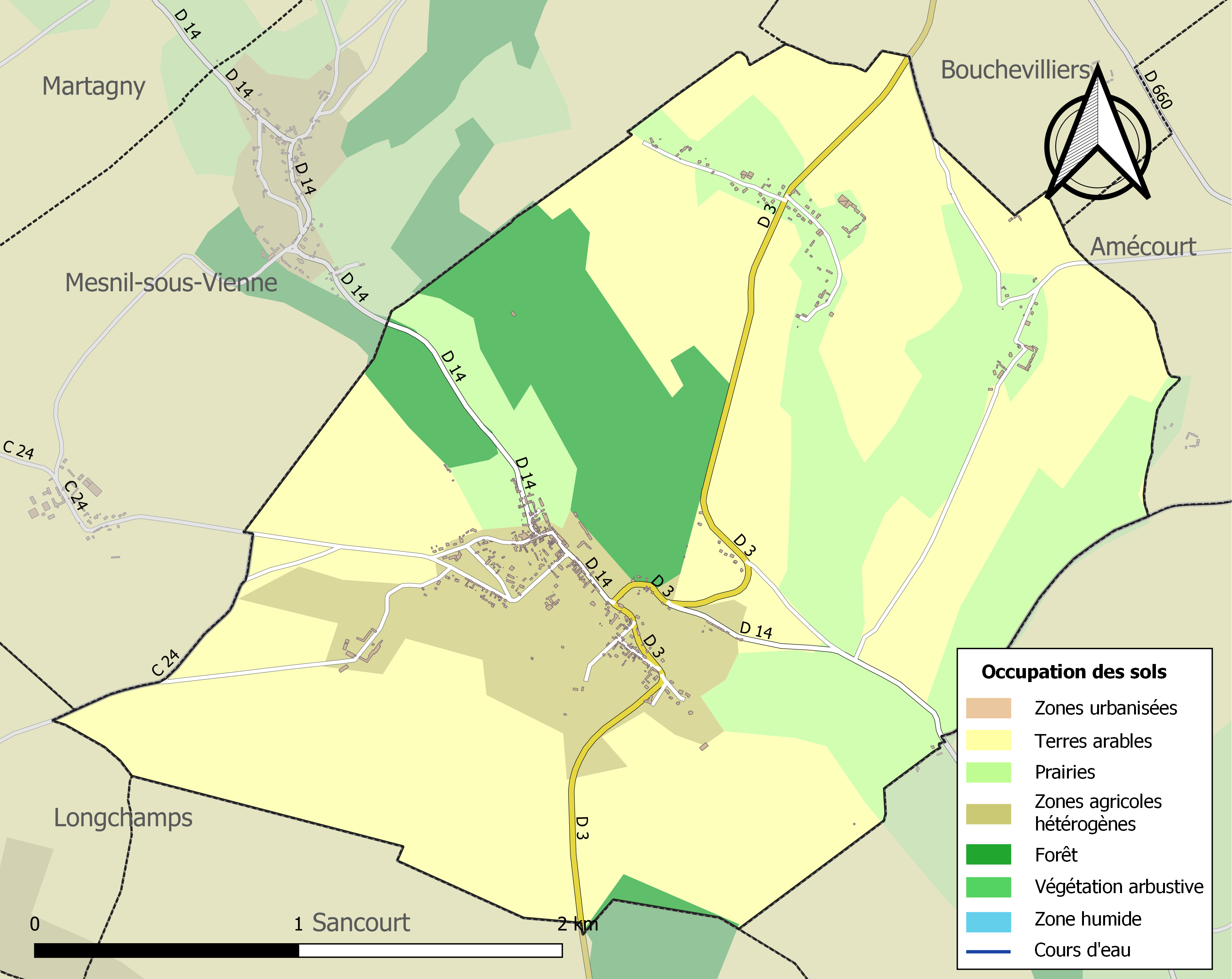
Carte des infrastructures et de l'occupation des sols de la commune en 2018 (CLC).

## Toponymie
Le nom de la localité est attesté sous les formes Mediavilla en 1305 (p. d’Eudes Rigaud), Meenovile vers 1275 (cartulaire blanc de Saint-Denis), Meanneville en 1308, Mediana villa au XIIe siècle, Meenneville en 1309, Meennenneville en 1312 (charte de Philippe le Bel), Maineville en 1722 (Masseville).
De l'adjectif oïl meaine, maiene, « qui occupe une situation intermédiaire entre deux endroits ».
Mainneville est à rapprocher de Moyenneville (Somme). En toponymie, « moyen » a eu sans doute le sens d'intermédiaire, à mi-route, etc.

## Histoire
Une des sept  «  villes de Bleu » qui avait le droit de faire paître les bêtes et prendre du bois dans « la forêt de Bleu », (partie de la Forêt domaniale de Lyons, qui s’étendait jadis jusqu’à l’actuel bois de Gisors, autrefois « Buisson Bleu »).
Aux lieux-dits les Flamants de Neuf-Marché et la Rougemare de la commune de Mainneville, eut lieu le 16 septembre 1914 le surprenant combat de la Rougemare et des Flamants entre un commando allemand et la gendarmerie française.

## Politique et administration
| Période                                  | Période  | Identité          | Étiquette | Qualité          |
| ---------------------------------------- | -------- | ----------------- | --------- | ---------------- |
| 1842                                     |          | L.-Ambr. Delesque |           |                  |
| 2001                                     | 2021     | François Duval    | UMP-LR    | Salarié agricole |
| 2021                                     | En cours | Alexis Louise     |           |                  |
| Les données manquantes sont à compléter. |          |                   |           |                  |

## Démographie
L'évolution du nombre d'habitants est connue à travers les recensements de la population effectués dans la commune depuis 1793. Pour les communes de moins de 10 000 habitants, une enquête de recensement portant sur toute la population est réalisée tous les cinq ans, les populations de référence des années intermédiaires étant quant à elles estimées par interpolation ou extrapolation. Pour la commune, le premier recensement exhaustif entrant dans le cadre du nouveau dispositif a été réalisé en 2004.

En 2022, la commune comptait 460 habitants, en évolution de +10,84 % par rapport à 2016 (Eure : −0,25 %, France hors Mayotte : +2,11 %).
| 1793 | 1800 | 1806 | 1821 | 1831 | 1836 | 1841 | 1846 | 1851 |
| ---- | ---- | ---- | ---- | ---- | ---- | ---- | ---- | ---- |
| 531  | 763  | 507  | 506  | 516  | 533  | 555  | 572  | 602  |

| 1856 | 1861 | 1866 | 1872 | 1876 | 1881 | 1886 | 1891 | 1896 |
| ---- | ---- | ---- | ---- | ---- | ---- | ---- | ---- | ---- |
| 568  | 580  | 573  | 553  | 539  | 504  | 503  | 478  | 448  |

| 1901 | 1906 | 1911 | 1921 | 1926 | 1931 | 1936 | 1946 | 1954 |
| ---- | ---- | ---- | ---- | ---- | ---- | ---- | ---- | ---- |
| 431  | 479  | 485  | 435  | 447  | 431  | 420  | 384  | 377  |

| 1962 | 1968 | 1975 | 1982 | 1990 | 1999 | 2004 | 2006 | 2009 |
| ---- | ---- | ---- | ---- | ---- | ---- | ---- | ---- | ---- |
| 378  | 350  | 322  | 334  | 370  | 395  | 400  | 393  | 440  |

| 2014 | 2019 | 2022 | - | - | - | - | - | - |
| ---- | ---- | ---- | - | - | - | - | - | - |
| 408  | 444  | 460  | - | - | - | - | - | - |

## Culture locale et patrimoine

### Lieux et monuments
- Château d'Enguerrand de Marigny[26] ; château du XIVe siècle remanié au XVIe – XVIIe siècle et au XVIIIe siècle. Il a conservé son parc à gibier[27].
- Église Saint-Pierre-et-Saint-Paul[28]
- Buste du roi Louis IX (Saint Louis) ; jugé vraisemblable, du début du XIVe siècle, il se trouve dans l'église de Mainneville.
- Place du Plahys[29]

### Patrimoine naturel

#### ZNIEFF de type 2
- La haute vallée de la Lévrière[30].

#### Site classé
- Le château et ses abords,  Site classé (1948)[31].

#### Site inscrit
- La place du Plahys,  Site inscrit (1932)[32].

## Personnalités liées à la commune
- Le 16 février 1711, le marquis Louis-Benoît Dauvet signa l'acte d'achat du château. Il avait épousé, le 1er octobre 1710, Marie Magon de La Gervesais, fille de Nicolas Magon, connétable de Saint-Malo.
- Nicole Francis, actrice, née le 6 septembre 1929.
- Nathalie Baye, actrice, née le 6 juillet 1948.